# عامر ذيب
عامر ذيب محمد خليل (مواليد 4 فبراير 1980) لاعب كرة قدم أردني معتزل. لعب ضمن صفوف فريق حي الأمير حسن وتدرج معه حتى سن العشرين حيث انتقل للعب لنادي الوحدات. و هو لاعب ذو فنيات ومهارة عالية ويمتاز بحسن التوقيت واللعب بكلا القدمين. كان يعتبر من أبرز اللاعبين في الأردن لأهدافه الحاسمة وهو صاحب هدف الفوز على منتخب إيران الذي فتح طريق التأهل للمنتخب الوطني الأردني لنهائيات كأس آسيا 2011.
شارك مع المنتخب الأردني في كأس أمم آسيا لكرة القدم في بطولتي الصين 2004، وقطر 2011.

## الاندية
كانت بدايته مع نادي حي الأمير حسن وقد لعب فيه لمدة عاميين انتهت بانتقاله للوحدات وسرعان ما انضم لصفوف المنتخب الوطني. سبق أن خاض تجربتين احترافيتين من قبل مع نادي اتحاد كلباء ونادي الإمارات على سبيل الإعارة وأخيرا الفيصلي السعودي.

## اعتزاله
اعتزل لعب كرة القدم بتاريخ 25 أغسطس 2017 في مباراة اعتزال مع نادي الجزيرة الأردني .